# Francesco d'Afflitto
Francesco d'Afflitto (... – Scala, 11 ottobre 1593) è stato un vescovo cattolico italiano.

## Biografia
Esponente della famiglia d'Afflitto, il 27 giugno 1583, Francesco d'Afflitto fu nominato durante il pontificato di Papa Gregorio XIII come vescovo di Scala. Il 13 novembre 1583 fu consacrato vescovo da Giulio Rossino, arcivescovo di Amalfi, con Giovanni Bernardino Grandopoli, vescovo di Lettere, e Giovanni Agostino Campanile, vescovo di Minori, in qualità di co-consacratori. Ha servito come vescovo di Scala fino alla sua morte, l'11 ottobre 1593.

## Genealogia episcopale
La genealogia episcopale è:
- Arcivescovo Giulio Rossino
- Vescovo Francesco d'Afflitto